# Паттон-Вілледж (Техас)
Паттон-Вілледж (англ. Patton Village) — місто (англ. city) в США, в окрузі Монтгомері штату Техас. Населення — 1647 осіб (2020).

## Географія
Паттон-Вілледж розташований за координатами 30°11′47″ пн. ш. 95°9′54″ зх. д. / 30.19639° пн. ш. 95.16500° зх. д. (30.196363, -95.165059).  За даними Бюро перепису населення США в 2010 році місто мало площу 5,28 км², з яких 4,93 км² — суходіл та 0,35 км² — водойми.

## Демографія
Згідно з переписом 2010 року, у місті мешкало 1557 осіб у 513 домогосподарствах у складі 385 родин. Густота населення становила 295 осіб/км².  Було 583 помешкання (110/км²).
Расовий склад населення:
| - 83,8 % — білих - 1,3 % — корінних американців - 1,0 % — чорних або афроамериканців - 0,4 % — азіатів - 0,1 % — вихідців з тихоокеанських островів - 11,4 % — осіб інших рас |

До двох чи більше рас належало 2,0 %. Частка іспаномовних становила 20,7 % від усіх жителів.
За віковим діапазоном населення розподілялося таким чином: 31,4 % — особи молодші 18 років, 61,4 % — особи у віці 18—64 років, 7,2 % — особи у віці 65 років та старші. Медіана віку мешканця становила 30,6 року. На 100 осіб жіночої статі у місті припадало 97,3 чоловіків;  на 100 жінок у віці від 18 років та старших — 97,4 чоловіків також старших 18 років.
Середній дохід на одне домашнє господарство  становив 46 354 долари США (медіана — 40 625), а середній дохід на одну сім'ю — 47 478 доларів (медіана — 43 158). За межею бідності перебувало 32,0 % осіб, у тому числі 40,2 % дітей у віці до 18 років та 15,1 % осіб у віці 65 років та старших.
Цивільне працевлаштоване населення становило 667 осіб. Основні галузі зайнятості: будівництво — 24,4 %, роздрібна торгівля — 14,7 %, виробництво — 10,9 %, мистецтво, розваги та відпочинок — 10,5 %.